# Пономаренко, Иван Викторович
Иван Викторович Пономаренко (укр. Іван Вікторович Пономаренко; 11 апреля 1945 — 11 апреля 2019) — советский и украинский оперный певец (баритон), Народный артист Украинской ССР (1985).

## Биография
Родился 11 апреля 1945 года в селе Калиновка Витовского района Николаевской области Украинской ССР.
Окончил Одесскую консерваторию, где обучался у Ольги Благовидовой.
В 1974 году получил первую премию на конкурсе имени П. И. Чайковского. С этого же года — солист Одесского театра оперы и балета. С 1981 года — солист Национальной оперы Украины в Киеве.
Некоторое время работал педагогом в Национальной академии Чайковского в Киеве, одним из его учеником был бас Евгений Орлов. В 1990 году выступил одним из участников учредительной конференции Ассоциации лауреатов Международного конкурса имени П. И. Чайковского.
Награжден орденом «За заслуги» III (2001), II (2015) и I (2019) степеней.

## Творчество
Среди многих партий Пономаренко особенно известны:
- Евгений Онегин («Евгений Онегин» Чайковского);
- Грязной («Царская невеста» Римского-Корсакова);
- Остап («Тарас Бульба» Лысенко);
- Набукко («Набукко» Верди);
- Риголетто («Риголетто» Верди), Жорж Жермон («Травиата» Верди), Амонасро («Аида» Верди).

Иван Пономаренко стал первым украинским певцом, выступавшим в Южно-Африканской Республике — в начале 1990-х годов в Йоханнесбурге и Претории он исполнял ведущие баритоновые партии в операх Верди «Риголетто» и «Аида», а также в опере Масканьи «Сельская честь».